# الثعبان (مسلسل)
الثعبان مسلسل سوري بدوي . قديم تم إنتاجه عام 1995 .

## فريق العمل

### المخرج
- مظهر الحكيم[2]

### الممثلين
- عبد الرحمن آل رشي
- عدنان بركات
- عماد الوسلاتي
- فاروق الجمعات
- سلوى سعيد
- فائق عرقسوسي
- أدهم الملا
- نسيمة ضاهر
- أديب قدورة
- ريم عبدالعزيز
- مهند قطيش
- أماني الحكيم
- ثراء دبسي
- علي القاسم[3]
- واصف الحلبى
- قمر خلف
- جمال نصار
- نصر شما